# クルイムスキイ橋
座標: 北緯55度44分02秒 東経37度35分56秒 / 北緯55.73389度 東経37.59889度
クルイムスキイ橋またはクリミア橋（クルイムスキイばし、クリミアばし、ロシア語: Крымский мост）はモスクワの鋼鉄製吊橋である。モスクワ川に架かるこの橋はクレムリンの南西1800メートルにあり、サドーヴォエ環状道路を渡して北西側のズボウスキ通りと南東側のクルイムスキイ・ヴァルを結ぶ。全長は取り付け道路込みで668メートル。最寄りのモスクワ地下鉄駅は、パールク・クリトゥールイ駅とオクチャーブリスカヤ駅である。パールク・クリトゥールイ駅で降り、この橋を渡るとゴーリキイ公園である。
現在の橋は、ヨシフ・スターリンが熱望したモスクワ都心部の再建の一環として1938年5月1日に完成した。後述のように4代目の橋であり、技師V・P・コンスタンティノフと建築家A・V・ヴラソフが設計し、モスクワ市内唯一の吊橋である。
モスクワ川の両岸に「クリミア」につらなる地名があり、右岸を走る環状道路沿線にクルイムスキイ・ヴァル（「クリミアのウォール街」）と通称される金融街、左岸にはクリミア広場がある。
2007年、この橋は国連世界遺産に登録された。また登録を受けたモスクワ市は条例改訂により、2014年、橋と周辺地を地域における「都市計画と建築記念碑」として保護対象に指定した。

## 歴史
初代の木造橋は舟橋で、1786年に作られた。続いて固定した木製の道路橋として架け替えられ、中央の径間15メートルは艀（はしけ）の通行に対応した。どちらの木造橋もたびたび氷と洪水で破損し、何度も修復しなければならなかった 。
初代の鋼鉄橋はV・K・スペエルが設計し橋梁技師アマント・ストゥルーヴェにより1873年に建造された。中央の橋脚にかけた64メートルの箱型トラス2基を特徴としていた。トラスの内側を行き来する交通は密になり安全ではなかった。路面電車会社は交通渋滞を防ぐため、一度に橋を通行できる路面電車は1台に限ると規定した 。
スターリンのモスクワ再建の際に、都心部の橋は全て更新するか解体する計画であった。この橋は1935年に架け替え工事開始が予定されたものの、橋を渡るサドーヴォエ環状道路を通行止めにしては市の機能への負担が重すぎるため、新しい橋が完成するまで既存の橋を運用し続ける必要があった。そこで従来の橋は1936年5月21日から5月26日の期間に50メートル離れた仮設の橋脚の上に移した。ソ連史上初めて4000トン・128メートル規模の構造物の移設に成功した例である。古い橋は、新しい橋が1938年5月1日に完成すると役目を終えた 。

## 現在の橋

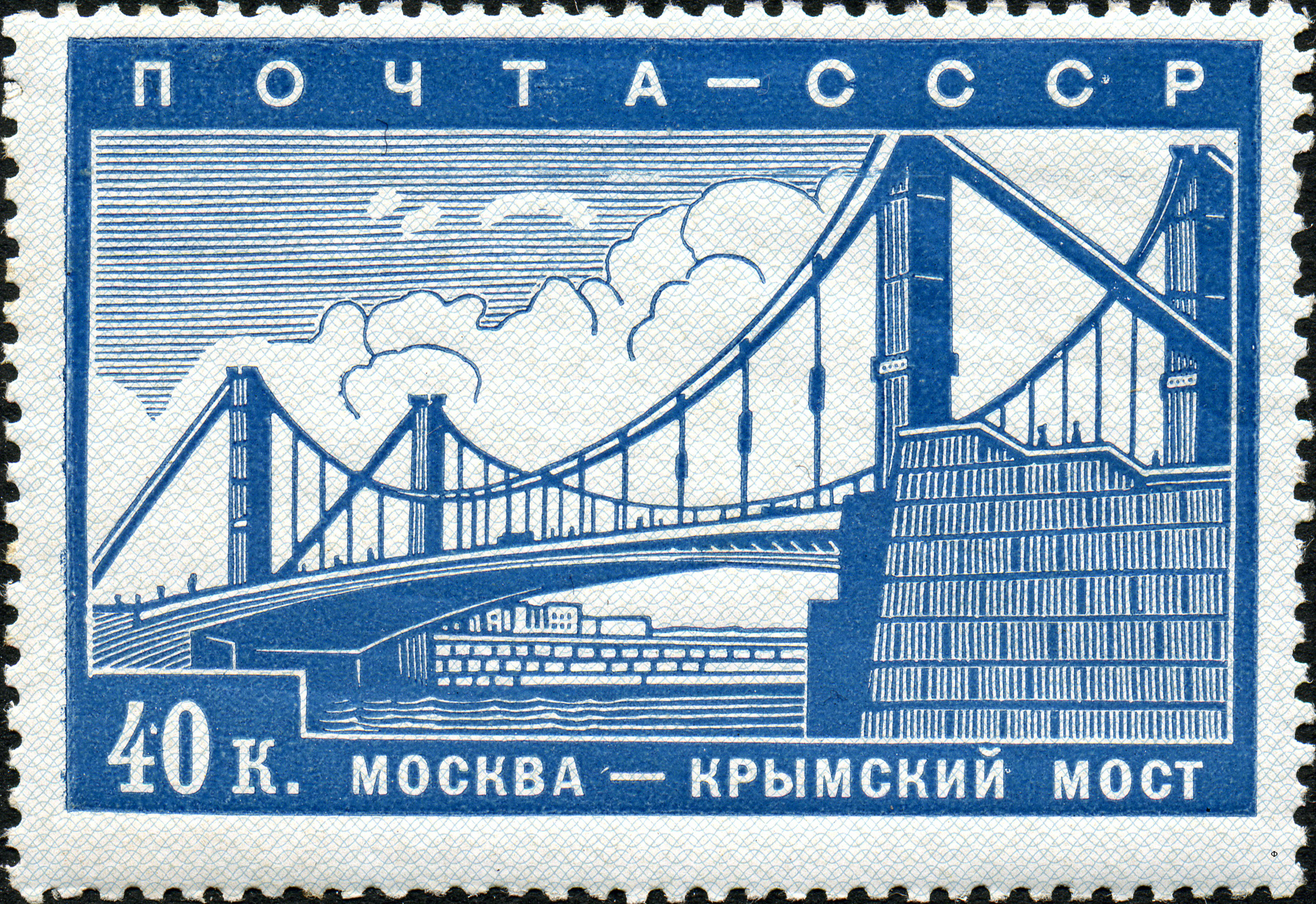
1939年のソ連の切手。

橋の全長は、取り付け部を含めると668メートルである。最大幅は38.4メートル、6車線24メートルの車道と5メートルの歩道2本で構成される。
ハンガーロープは1本幅4センチメートル、長さ93センチメートルのアイバーを連ねてあり、NKMZ製作所製のSDS鋼鉄 を採用した。それぞれ全長300メートル超の2本の桁を支える終端に、巨大なコンクリート製のおもりを吊り下げる構造である。幅50センチメートルのI型鋼材の梁を桁に1.6メートル間隔で渡し、デッキ面はコンクリート舗装である。
この橋は1939年3月と1848年12月の2回、郵便切手に登場している。見かけが独特なクルイムスキイ橋は、費用対効果が非常に低い。鋼材約1万トンすなわちデッキ1平方メートル単位およそ1メートルトンを費やし、橋自体、空間利用率24から38.4と非常に非効率である。
デッキは2001年に舗装をやり直した。改修中は交通を制限したが、完全に閉鎖することはなかった。